# Claude d'Orléans
Titre
Duchesse d'Aoste
22 juillet 1964 – 27 avril 1982
(17 ans, 9 mois et 5 jours)
Claude d'Orléans, - de son nom de naissance Claude Marie Agnès Catherine d'Orléans - née le 11 décembre 1943 à Larache (Maroc), est membre de la maison d'Orléans et donc une descendante agnatique du roi des Français Louis-Philippe Ier.
Elle est l'épouse du duc d'Aoste de 1964 à 1982.

## Biographie
Née en 1943, Claude Marie Agnès Catherine d'Orléans est le neuvième enfant, et la cinquième fille, d'Henri d'Orléans (1908-1999), comte de Paris, prétendant orléaniste au trône de France, et de son épouse Isabelle d'Orléans-Bragance (1911-2003),. Son premier prénom évoque celui de la reine Claude de France. Ses parrain et marraine sont le comte de Barcelone et son épouse la comtesse de Barcelone.
Claude d'Orléans est notamment la sœur de Henri, Diane et Jacques d'Orléans. Ils grandissent ensemble, de 1946 à 1950, dans une propriété près de Lisbonne au Portugal. Elle étudie d'abord à l'Institut Saint-Louis à Lisbonne, puis à la Mayfield School dans le Sussex de l'Est et enfin, elle complète ses études à l’institut privé Sainte-Marie de Neuilly,,.
Le 22 juillet 1964, à Sintra, au Portugal, la princesse Claude épouse le prince Amédée de Savoie-Aoste, fils unique du prince Aymon de Savoie-Aoste (1900-1948), éphémère roi Tomislav II de Croatie, et de la princesse Irène de Grèce (1904-1974),.
Le couple s'est rencontré lors du mariage de Juan Carlos de Borbón, héritier du trône d'Espagne, et Sophie de Grèce en mai 1962 à Athènes. Leurs fiançailles sont annoncées le 4 octobre 1963.
Ils ont trois enfants ensemble, qui portent le titre de courtoisie de prince ou princesse de Savoie :
- Bianca di Savoia-Aosta (1966), qui épouse en 1988, le comte Giberto Arrivabene Valenti Gonzaga (1961), d'où cinq enfants[10] :
  - Viola Moreschina Nuschi Adec Nicoletta Maria Arrivabene-Valenti-Gonzaga (1991), mariée en 2023 avec le violoniste britannique Charlie Siem (né en 1986)[11], d'où une fille :
    - Ada Mafalda Siem (2023),

  - Vera Clementina Verde Aimone Elena Maria Arrivabene-Valenti-Gonzaga (1993), épouse en 2021 Briano Martinoni Caleppio (1984), des comtes Martinoni Caleppio, d'où un fils :
    - Dardo Martinoni Caleppio (2023),

  - Mafalda Violante Giovanna Olga Maria Arrivabene-Valenti-Gonzaga (1997),
  - Maddalena Smeralda Brandolina Maria Arrivabene-Valenti-Gonzaga (2000),
  - Comte Leonardo Amedeo Moreschino Sai Maria Arrivabene-Valenti-Gonzaga (2001) ;
- Aimone di Savoia-Aosta (1967), duc d'Aoste, qui épouse civilement, à Moscou le 16 septembre 2008, et religieusement dans l'île de Patmos le 27 septembre 2008, sa cousine issue de germains, la princesse Olga de Grèce (1971), elle-même fille du prince Michel de Grèce (1939-2024) et de sa femme Marina Karella (1940)[12],[13], d'où trois enfants :
  - Umberto Sathya di Savoia-Aosta, duc des Pouilles (2009),
  - Amedeo Michele di Savoia-Aosta, duc des Abruzzes (2011),
  - Isabella Vita Marina di Savoia-Aosta (2012) ;
- Mafalda di Savoia-Aosta (1969), qui épouse d'abord, en 1994, Alessandro Ruffo di Calabria (1964), des princes Ruffo di Calabria, neveu de la reine Paola de Belgique, divorcés en 1997, puis épouse en secondes noces, en 2001, Francesco Lombardo di San Chirico (1968), des barons Lombardo di San Chirico, d'où trois enfants :
  - Anna Egizia Maria Carla Chiara Benedetta Lombardo di San Chirico (1999),
  - Carlo Ferrante Gennaro Antonio Francesco Lombardo di San Chirico (2001),
  - Elena Maria Carlotta Claude Silvia Stefania Tommasa Vittoria Lombardo di San Chirico (2003).

Installés à Florence depuis leur mariage, Claude et Amédée se séparent officiellement en 1976, divorcent à Port-au-Prince le 27 avril 1982 et obtiennent la déclaration de nullité de leur mariage par la Rote romaine le 8 janvier 1987. Claude perd alors son titre de duchesse d'Aoste, de même que la garde de ses enfants confiés à leur père, le duc d'Aoste,,.
Elle se remarie deux fois : en secondes noces, civilement à Port-au-Prince le 27 avril 1982 avec Arnaldo La Cagnina, journaliste puis éditeur d'art (né à Rome le 26 juillet 1929), (divorce en 1996) ; Claude d'Orléans épouse ensuite en troisièmes noces civilement et religieusement à Vimercate, Milan, le 21 juin 2006 avec Enrico Gandolfi, né à Milan le 2 octobre 1941 et mort le 27 octobre 2015 à Laterina.

## Titulature et décorations

### Titulature de courtoisie
- 11 décembre 1943 — 22 juillet 1964 : Son Altesse Royale la princesse Claude d'Orléans ;
- 22 juillet 1964 — 26 janvier 1982 : Son Altesse Royale la duchesse d'Aoste ;
- depuis le 26 janvier 1982 : Son Altesse Royale la princesse Claude d'Orléans.

### Décorations dynastiques étrangères
- Dame grand-croix de justice de l’ordre sacré et militaire constantinien de Saint-Georges (maison de Bourbon-Siciles, 17 juin 1966)[15]
- Grand-croix de l’ordre des Saints-Maurice-et-Lazare (maison de Savoie)[15]